# Авиокатастрофа край Граф Игнатиево през 2024 г.
Катастрофата на военен учебен самолет „Аеро L-39ZA Албатрос“ на въоръжение във военновъздушните сили на България става на 13 септември 2024 г. по време на тренировъчен полет и подготовка за авиационни демонстрации по случай 20 години от приемането на Република България в НАТО и 35 години самолет „МиГ-29“ на въоръжение в българските военновъздушни сили. Самолетът се разбива в терена в близост до 3-та авиационна база в Граф Игнатиево, България, машината е напълно унищожена, като и двамата души членове на екипажа майор Петко Димитров и старши лейтенант Венцислав Дункин загиват при инцидента.
Министърът на отбраната Атанас Запрянов отменя авиошоуто в 3-та авиационна база заради катастрофата и е обявен тридневен траур в Министерството на отбраната на България, Българската армия и в структурите на пряко подчинение на министъра на отбраната. Причината за инцидента се разследва от Военната прокуратура. Българските власти изпращат „черната кутия“ на самолета в страната производител Чехия, където тя е разчетена и според първоначалния анализ причината за катастрофата, е „полет на пределно ниска височина преди вертикално издигане“.
Един месец по-късно, на 15 октомври 2024 г. държавен експерт в отдел Разследване на авиационни произшествия и инциденти на брифинг на Министерството на отбраната съобщава, че причината за катастрофата, е „поемането на висок риск при сложния пилотаж от страна на двамата пилоти“. Ниската скорост по време на маневрата също допринася за инцидента, а недостатъчната височина от 68 метра, заедно със скорост от 455 км/ч не позволяват на екипажа да завърши във вертикална равнина и има секунда и половина да катапултира. Заключението на комисията е, че въвеждането на самолета във вертикална фигура с тези параметри на полета, се задълбочава в сложна.